# Міжштатна автомагістраль 84 (Орегон-Юта)
Міжштатна автомагістраль 84 (Interstate 84, I-84) — міжштатга автомагістраль на північному заході США. Швидкісна автомагістраль проходить від Портланда (Орегон), до злуки з міжштатною автомагістраллю 80 поблизу Еко (Юта). Її ділянки, що проходять через Орегон та Айдахо, також відомі як Меморіальний автошлях В'єтнамських ветеранів. Спочатку автомагістраль слугувала відгалуженням І-80 для обслуговування Тихоокеанського північного заходу й первинно була пронумерована 80N.
Загальна довжина I-84 складає 1239 км.
Автомагістраль обслуговує та з'єднує Портланд, Бойсі й Огден. Солт-Лейк-Сіті опосередковано обслуговується I-84 через з'єднання з міжштатною автомагістраллю 15 в Огдені. Сіетл також опосередковано обслуговується I-84 через з'єднання з I-82. З'єднання I-84 з I-80 транспортно сполучає ці міста Північного Заходу США з рештою країни на сході.
I-80N, як правило, будувалася коридором автошляху США 30 (U.S. Route 30) та автошляху США 30S, що самі великою мірою прокладені Орегонським шляхом колоністів 19-го сторіччя; позначення автошляху US 30S було знято з експлуатації у 1970-х роках після завершення заміни автостради на I-80N. Автомагістраль була позначена I-84 у 1980 році після вступу у 1977 році у дію змін у настановах, що знеохочували нумерування автошляхів з суфіксами географічного напрямку. Перенумерування призвело до появи двох автомагістралей I-84, з розташуванням іншої на Північному Сході ЗДА.

## Опис маршруту

### Орегон

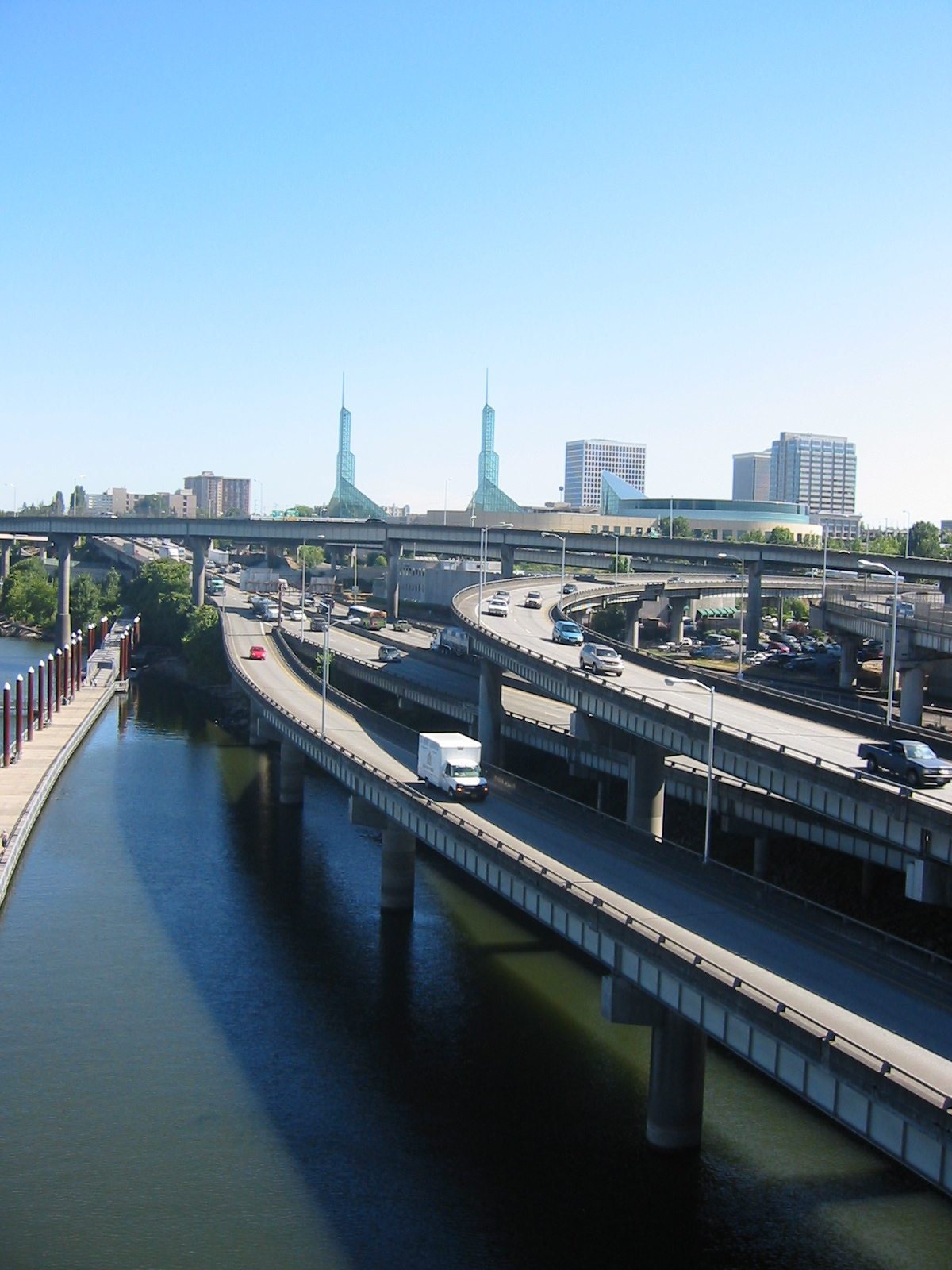
Західний кінець I-84 у Портланді

Довжина I-84 в Орегоні складає 604 км. Міжштатна автомагістраль 84 починається від міжштатної автомагістралі 5. Через 8,7 км I-84 перетинає паралельну I-5 розвантажувальну автомагістраль  I-205. У мегаполісі Портланда I-84 іноді називають «Банфілд-фрівей» або просто «Банфілд», хоча офіційною назвою є Банфілдська швидкісний шлях. Ця автострада названа на честь Томаса Г. «Гаррі» Банфілда (1885—1950), який був головою комісії з транспорту Орегону у 1943—1950 роках. I-84 прямує на схід й слідує за розташованним вздовж автошляхом США 30. У повіті Мултнома, слідом за Портландом автострада проходе міста Грешам, Феєрв'ю, Вуд-Вілладж та Траутдейл.

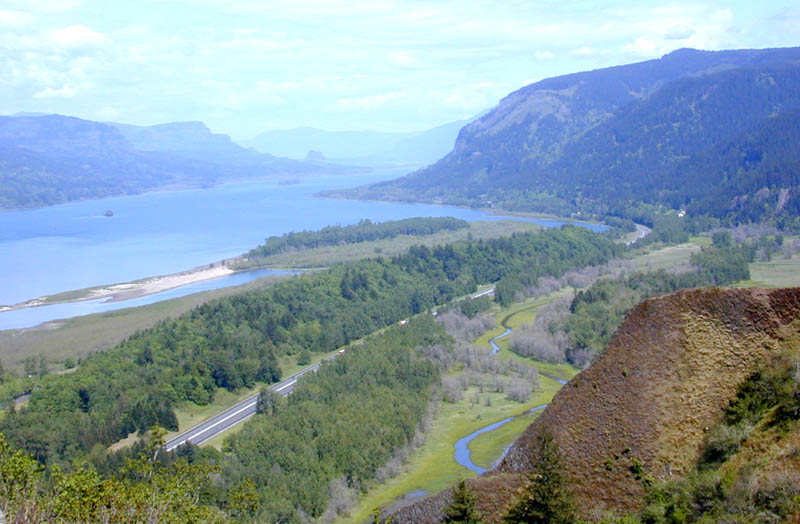
Колумбійська ущелина й I-84 з Краун-Пойнт (Орегон)

Відразу після виїзду з Траутдейла I-84 та автошлях США 30 йдуть майже на 240 км на схід уздовж південного берега річки Колумбія (і північної кордону Орегону), з першими 130 км у національному мальовничому краї Колумбійської ущелини, що розтяглася від Траутдейла до майже Біггс-Джанкшена, проходячи через міста Худ-Рівер й Зе-Даллес у повітах Худ-Рівер й Васко відповідно. Від Зе-Даллесу на південь відходе автошлях США 197.
Міжштатна автомагістраль 84 далі проходить:
- у повіті Шерман через Біггс-Джанкшен, де перетинається з автошляхом США 97; а також місто Арлінгтон;
- у повіті Морроу місто Бордман, після якого уліво відходить автошлях США 730;
- у повіті Юматілла після Юматільського військового сховища з півночі долучається міжштатна автомагістраль 82; у Станфілді долучається з півночі автошлях США 395; місто Пенделтон, від якого на південь від автостради 84 відходе автошлях США 395; На схід від Пендлтона, I-84 піднімається на Емігрантську гору з 6% вгору на Сині гори (Блю маунтенс);
- автомагістраль досягає 1278 метрів над рівнем моря перед спуском у долину річки Гранд-Ронде та міста Ла-Гранде у повіті Юніон;
- у повіті Бейкер місто Бейкер-Сіті; після Хантінгтона автомагістраль переходе у гірську часову зону;
- у повіті Малер автомагістраль коротко слідує південно-західним берегом річки Снейк (водосховище Браунлі);й  місто Онтаріо.

1 березня 2016 року обмеження швидкості від Худ-Рівер до Онтаріо було підвищено на 5 миль на годину до 70 миль на годину (112,65 км/год), у той час, як швидкість руху вантажівок була підвищена до 65 миль на годину (104,61 км/год).

### Айдахо
Довжина I-84 у Айдахо складає 444 км. Після входу у Айдахо автомагістраль проходе основні міста Скарбної долини — району Великого Бойсі. Міжштатна автомагістраль 84 у Айдахо проходить:
- у повіті Пайєтт місто Фрутланд, де її перетинає автошлях США 95;
- у повіті Каньйон місто Колдвелл де перетинається з автошляхами США 20 й 26; й місто Нампа;
- у повіті Ада місто Міридіан та Бойсі, де до неї долучаються автошляхи США 20 й 26;
- у повіті Елмор місто Маунтен-Хом;
- у повіті Гудінг у громаді Блисс автошляхи США 20 й 26 відходять від автомагістралі;
- у повіті Джеромі у 8 км від міста Твин-Фолс перетинається автошляхом США 93;
- у повіті Мінідока місто Хейбюрн;
- у повіті Кассія від автомагістралі відходе уліво на схід міжштатна автомагістраль 86 та автошлях США 30;
- перед переходом до Юти автомагістраль коротко проходить повіт Онеїда.

У 2014 році обмеження швидкості на сільських ділянках І-84 у штаті Айдахо було підвищено до 80 миль за годину (130 км/год).

### Юта
Довжина I-84 в Юті складає 191 км.
У Айдахо автомагістраль проходить:
- у повіті Бокс-Елдер перевал Раттл-Снейк-Пасс, місто Трімонтон, де до неї долучається міжштатна автомагістраль 15; та Брігам-Сіті, де автомагістраль йде вздовж Першої трансконтинентальної залізниці до Огдена;
- у повіті Вебер міста Норт-Огден й Огден, де міжштатна автомагістраль 84 відходить на південний схід від міжштатної автомагістралі 15;
- автомагістраль проходить каньйон Вебер понад річкою Вебер через північно-східний кут повіту Дейвіс й повіт Морган, де з автостради видно штаб-квартиру збройового підприємства Браунінг Армс компані; також у каньйоні Вебер видно незвичне скельне утворення неподалік від автостради Диявольський слайд,[6] та Тазенд-Майл-Трі, — дерево, що посаджене працівниками залізниці Юніон-Пасифік, щоб відзначити 1000 миль (1609 км) від початку залізниці, що розташоване у місті Омаха (Небраска);[7]
- у повіті Самміт біля Еко автомагістраль впирається у міжштатну автомагістраль 80; поблизу кінця автомагістралі розташовано місто-привид, що раніше було залізничної станцією; та водосховище Еко з дамбою Еко.

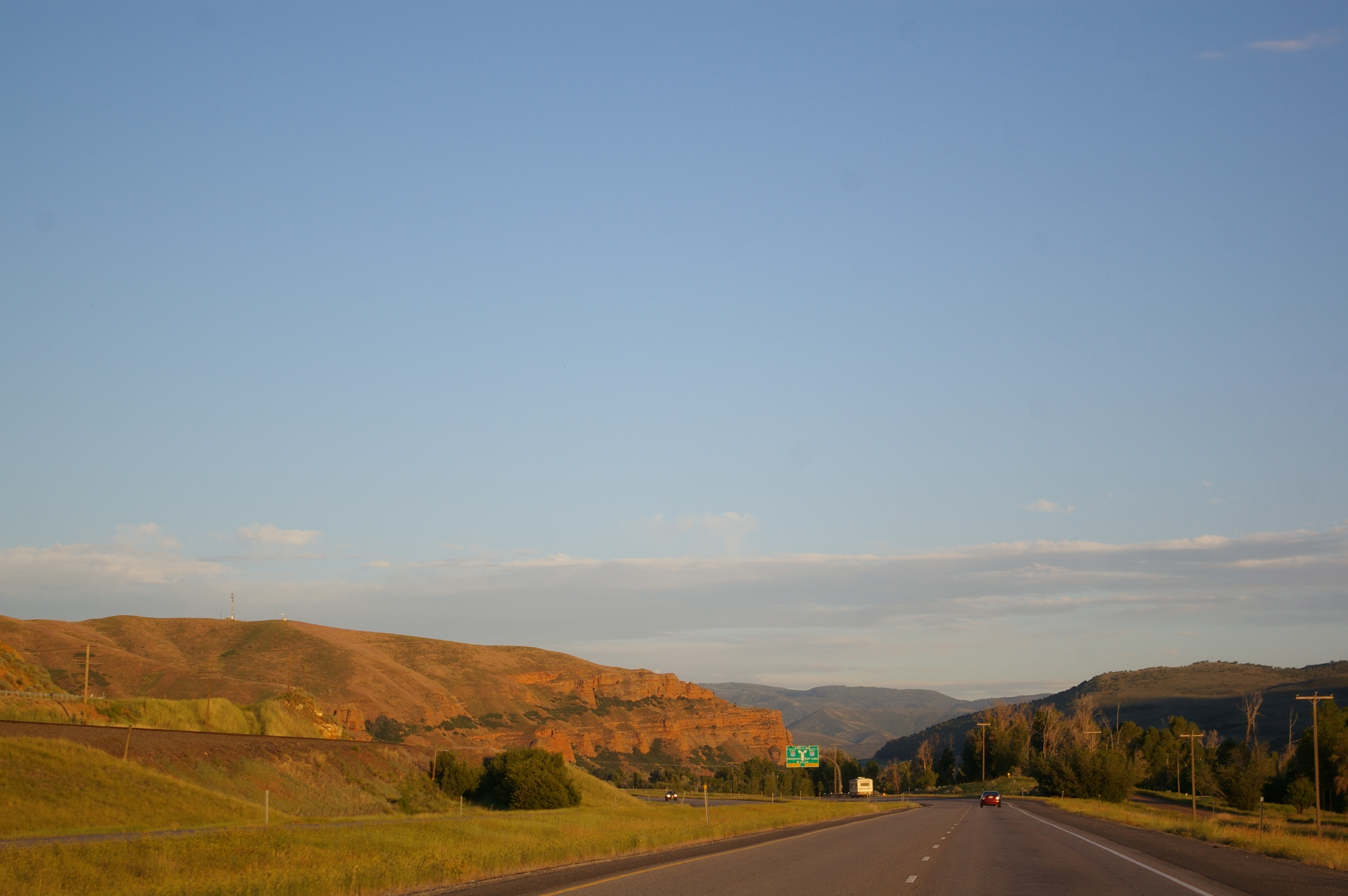
Східний кінець I-84 в Еко (Юта)

## Історія

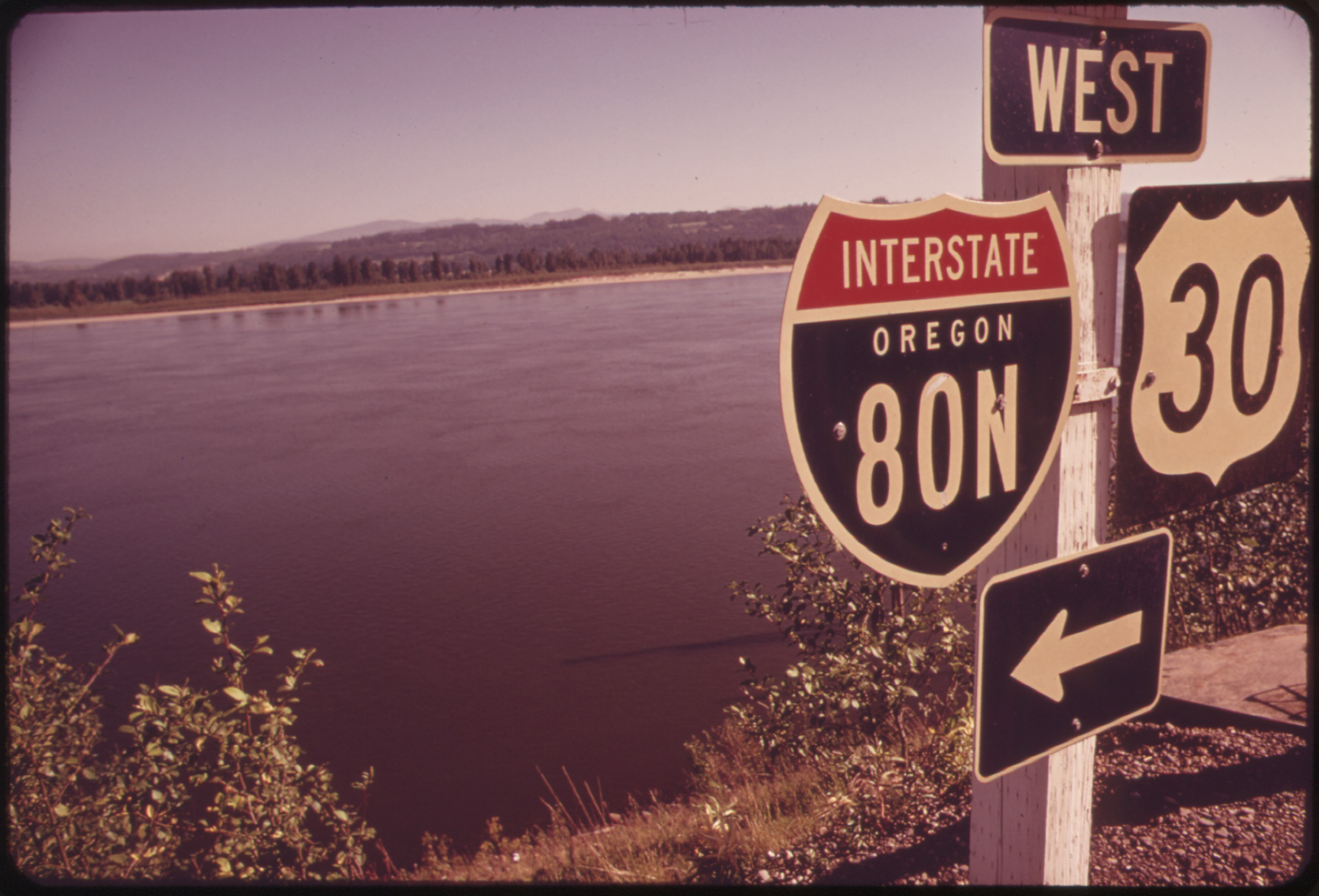
Попередній щит І-84, як видно у Корбетті, штат Орегон (травень 1973).

Коридор від Портланда до Юти був запропонований, як одна з національних «автомагістралей з платним проїздом» ще у доповіді Бюро громадських доріг 1939 року. Вона була офіційно включена до Міжштатної системи автомобільних магістралей, створену у 1956 році, й спочатку пропонувалося її пронумерувати як міжштатну автомагістраль 82; проте цього ніколи не сталося, а позначення "82" було надано пізніше іншій дорозі, що з'єднала Елленсбург (Вашингтон), Якімою (Вашингтон), областю Трай-Сіті та Хермістоном (Орегоном). Автомагістралі було надано позначення І-80Н у плані 1958 року, частково для зв'язку з попереднім автошляхом США 30. Портландський сегмент автомагістралі (тоді — I-80N) пропонувався пройти як Маунт-Худська автострада через Грешам, Сенді на півдні від гори Маунт-Худ. Такі плани були офіційно облишені у 1978 році після успішного Портланського автомагістрального повстання.  
Американська асоціація державних автошляхів й транспортних службовців встановила керівні принципи, що рекомендували позбутися суфіксів напрямку (такі як I-80N) у нумерації автошляхів й перенумерувати їх. У 1977 році урядовці Айдахо рекомендували перенумерувати I-80N на I-84. Цей рух був підтриманий урядовцями Юти (які спочатку пропонували її як I-82), але відкинутий урядовцями Орегону та Вашингтона. Проте таке нумерування було затверджено 7 липня 1977 року й надано час до виконання позначення автомагістралі до 1 липня 1980 року. Після перенумерування I-84 була порушена Міжштатна автошляхова нумерувальна конвенція, через те, що вона опинилась південніше за міжшатну автомагістраль 82, що має менше числове значення.

## Допоміжні маршрути
- Буаз, штат Айдахо: I-184